# Kate Jacewicz
Katherine Margaret Jacewicz (nascida em 6 de abril de 1985) é uma árbitra de futebol australiana. Ela foi a primeira FIFA listada em 2011.

## Carreira de árbitro
Jacewicz começou a arbitrar aos 13 anos, quando o time de seu irmão precisava de um árbitro.
Depois de ser nomeada para arbitrar a Grande Final da W-League 2019, esta foi sua nona final nas primeiras onze temporadas da W-League, que foi rebatizada em 2021 como A-League Women.
Ela se tornou árbitra da FIFA em 2011, e comandou a final da Copa do Mundo Feminina Sub-17 da FIFA 2016 na Jordânia.
Jacewicz foi escolhida como uma das 27 árbitras da Copa do Mundo Feminina da FIFA 2019. Após a conclusão das oitavas de final, Jacewicz foi mantido como um dos 11 árbitros a serem designados para partidas pelo restante do torneio.
Na temporada 2019–20 da A-League, Jacewicz se tornou a primeira mulher a arbitrar uma partida da A-League quando assumiu o comando da partida do Melbourne City contra o Newcastle Jets.
Em 9 de janeiro de 2023, a FIFA a nomeou para a arbitragem da Copa do Mundo Feminina da FIFA 2023 na Austrália.